# Pak Seung-zin
Pak Seung-zin, MCR: Pak Sŭng Jin (ur. 11 stycznia 1941, zm. 5 sierpnia 2011) – północnokoreański piłkarz występujący na pozycji pomocnika lub napastnika. Uczestnik Mistrzostw Świata 1966.

## Kariera klubowa
Podczas MŚ 1966 reprezentował barwy klubu Moranbong Pjongjang.

## Kariera reprezentacyjna
Jako kapitan reprezentacji Korei Północnej uczestniczył w Mistrzostwach Świata 1966. Wystąpił we wszystkich 4 spotkaniach i strzelił 2 bramki - w meczach z Chile i Portugalią.